# ボディエリアネットワーク
ボディエリアネットワーク（Body area network、略称:BAN）とは、人体の表面、体内やごく近辺に配置された小型端末の無線通信によって構築される近距離無線ネットワークのこと。Personal Area Networkよりも更に伝送距離が短く、人体の周辺に限定したネットワークになる。人々の健康、暮らしを支える技術の1つとして注目を集めている。医療用に用いる場合にはメディカル・ボディエリアネットワーク（medical Body area network、略称:mBAN）と呼ぶこともある。
日本では、2011年から2013年に総務省が「400MHz帯医療用テレメーターの周波数高度利用技術」として実証実験を行っている（受託は富士通、富士通クリニックで実施）。

## 想定される利用シーン
BANに接続される小型センサーに体温、心電図、脈拍、3軸加速度などの測定機能を取り込むことで、人体の健康状態の把握、活動状況の把握をリアルタイムにモニタすることができる。モニタリングした情報を利用することで、生活習慣病の予防、高齢者の見守り、および患者や高齢者を看護する負担の軽減などに役に立つことが期待される。また、娯楽の方面でも、レジャー用小型端末間で音声、画像や各種データをワイヤレスで伝送することも考えられている。

## 国際規格
BAN向けの無線通信方式の国際規格としてIEEE 802.15.6が、2012年2月に制定されている。IEEE 802.15.6は、医療やヘルスケア分野への適用を前提に策定されており、伝送の信頼性が高いこと、厳格なセキュリティー要件や緊急データの優先伝送といった内容が基本仕様として設定されている。また、身に着ける小型端末の利用が想定されるため、消費電力は低くなるよう抑えられており、ボタン電池で駆動できる。

## 実装される技術
超広帯域無線 (UWB)を用いた実装がIEEE 802.15.6で規格化されている。
UWBの利点としては次のような点が挙げられる。
- 消費電力が低い。少ない容量の電池で長時間の利用が可能。
- 放射電力密度が携帯電話などと比べると数万分の1から数十万分の1程度であり、人体への影響が極めて小さい。
- 電波の伝搬距離が限定的であり、異なるシステムの共存に適している。